# Felicity Abram
Felicity Abram (Brisbane, 16 de agosto de 1986) es una deportista australiana que compitió en triatlón. Ganó una medalla de bronce en el Campeonato Mundial de Triatlón de 2006 y una medalla de oro en el Campeonato de Oceanía de Triatlón de 2013.

## Palmarés internacional
| Campeonato Mundial    | Campeonato Mundial         | Campeonato Mundial | Campeonato Mundial |
| Año                   | Lugar                      | Medalla            | Prueba             |
| --------------------- | -------------------------- | ------------------ | ------------------ |
| 2006                  | Lausana (Suiza)            | Medalla de bronce  | Individual         |
| Campeonato de Oceanía |                            |                    |                    |
| Año                   | Lugar                      | Medalla            | Prueba             |
| 2013                  | Wellington (Nueva Zelanda) | Medalla de oro     | Individual         |